# What If… Captain Carter Were the First Avenger?
«What If… Captain Carter Were the First Avenger?» (с англ. — «Что, если… Капитан Картер была бы Первым мстителем?») — первый эпизод первого сезона американского анимационного телесериала «Что, если…?», основанного на одноимённой серии комиксов издания Marvel Comics.
В этом эпизоде исследуется, что произошло бы, если бы события фильма «Первый мститель» (2011) произошли бы по-другому, где Пегги Картер принимает сыворотку суперсолдата вместо Стива Роджерса, став супергероем «Капитан Картер». Сценарий эпизода написала главный сценарист А. С. Брэдли, а режиссёром стал Брайан Эндрюс.
Джеффри Райт повествует события мультсериала в роли Наблюдателя, и в озвучке эпизода также приняли участие Хейли Этвелл (Картер), Себастиан Стэн, Доминик Купер, Стэнли Туччи, Тоби Джонс, Брэдли Уитфорд, Росс Маркуанд и Даррелл Хаммонд. Разработка сериала началась к сентябрю 2018 года, и Эндрюс и Брэдли присоединились вскоре после этого, и ожидалось, что множество актёров вернутся к своим ролям из фильмов. В эпизоде показано, как Картер борется с сексизмом, становясь при этом супергероем. Анимацию к эпизоду предоставила студия Blue Spirit, причём Стефан Франк выступил в качестве главы анимации; они черпали вдохновение из киносериалов и старых военных фильмов 1940-х годов.
Эпизод «Что, если… Капитан Картер была бы Первым мстителем?» вышел на «Disney+» 11 августа 2021 года.
Критики высоко оценили выступление Этвелл и боевые сцены, но у них были смешанные чувства по поводу выступлений других вернувшихся киноактёров, элементов стиля анимации и того, была ли история хорошим введением в сериал или слишком похожей на «Первого мстителя».

## Сюжет
В 1942 году во время Второй мировой войны Стив Роджерс был выбран, чтобы стать первым в мире суперсолдатом, получив сыворотку суперсолдата, разработанную доктором Абрахамом Эрскином. Когда Эрскин спрашивает, хочет ли агент Стратегического Научного Резерва (СНР) Пегги Картер наблюдать за процедурой с безопасного расстояния, она решает остаться в комнате.
Пока изобретатель Говард Старк готовится провести Роджерса через процедуру, Хайнц Крюгер, шпион из нацистского научного подразделения «ГИДРА», нападает на лабораторию и пытается украсть сыворотку. Он убивает лидера СНР Честера Филлипса и ранит Роджерса, после чего Картер убивает Крюгера. Имея ограниченное время для завершения процедуры, Картер добровольно соглашается принять сыворотку. Она успешно совершенствуется, но новый лидер СНР Джон Флинн отказывается позволить ей присоединиться к войне, аргументируя это тем, что она женщина.
В Норвегии лидер «ГИДРЫ» Иоганн Шмидт / Красный Череп получает Тессеракт, содержащий в себе Камень Пространства — мощный артефакт, способный манипулировать пространством, с помощью которого он планирует выиграть войну. Флинн отказывается посылать кого-либо, чтобы остановить Шмидта, но Старк тайно даёт Картер костюм и щит из вибраниума, которые она использует для атаки на конвой «Гидры» и успешного извлечения Тессеракта и учёного «ГИДРЫ» Арнима Золы. После этого успеха Флинн продвигает Картер на боевую роль, и она становится «Капитаном Картер».
Картер и Роджерс спасают друга Роджерса Баки Барнса, когда его захватывают силы «ГИДРЫ», при этом Роджерс пилотирует вооружённый и бронированный костюм «Крушитель „ГИДРЫ“», который Старк построил с помощью Тессеракта. Картер и Роджерс продолжают сражаться в многочисленных битвах с Барнсом и Воющими Коммандос, пока Роджерс не пропадает без вести, предположительно погибая, во время нападения на поезд «Гидры».
Картер и её союзники проникают в замок Шмидта после того, как она узнаёт его местоположение от Золы, и находят Роджерса живым. Шмидт использует Тессеракт, чтобы открыть портал и вызвать межпространственное существо, которого он назвал «Чемпионом ГИДРЫ», которое быстро его убивает. Картер и Роджерс сражаются с существом, пока у «Крушителя „ГИДРЫ“» не иссякает энергия. Когда Старк закрывает портал, Картер жертвует собой, входя в него, одновременно толкая существо обратно в него.
Почти 70 лет спустя Тессеракт открывает портал, из которого выходит Картер, встречая Ника Фьюри и Клинта Бартона.

## Производство

### Разработка
К сентябрю 2018 года «Marvel Studios» разрабатывала анимационный сериал-антологию, основанный на серии комиксах «What If», в котором будет рассмотрено, как бы изменились фильмы Кинематографической вселенной Marvel (КВМ), если бы определённые события произошли по-другому. Главный сценарист А. С. Брэдли присоединилась к проекту в октябре 2018 года, в то время как режиссёр Брайан Эндрюс встретился с исполнительным продюсером «Marvel Studios» Брэдом Виндербаумом по поводу проекта ещё в 2018 году; об участии Брэдли и Эндрюса было официально объявлено в августе 2019 года. Они вместе с Виндербаумом, Кевином Файги, Луисом Д’Эспозито и Викторией Алонсо стали исполнительными продюсерами:2. Брэдли написала сценарий к первому эпизоду под названием «Что, если… Капитан Картер была бы Первым мстителем?», в котором представлена альтернативная сюжетная линия фильма «Первый мститель» (2011). «Что, если… Капитан Картер была бы Первым мстителем?» был выпущен на «Disney+» 11 августа 2021 года.

### Сценарий
В альтернативной сюжетной линии эпизода Пегги Картер принимает сыворотку суперсолдата вместо Стива Роджерса. Картер становится героем, известным как «Капитан Картер», в то время как Роджерс надевает доспехи, разработанные Говардом Старком при помощи Тессеракта. Капитан Картер вдохновлена персонажем Пегги Картер / Капитаном Америкой, которая впервые появилась в видеоигре «Marvel Puzzle Quest» и в серии комиксов «Exiles» (том 3), а также персонажем Marvel Comics Капитаном Британия. Во время разработки сериала Брэдли и сценаристы поняли, что Капитан Картер выделялась среди других персонажей сериала, и решили продолжить её историю после этого эпизода, возвращаясь к ней как минимум в одном эпизоде каждого будущего сезона.
Брэдли решила начать сериал с эпизода, который оставался близким к сюжетной линии фильма, который он изменял, чтобы позволить зрителям ознакомиться с задумкой, прежде чем «бросить их в самую гущу». Первоначально она планировала эпизод, основанный на Капитане Америке, в котором Стив Роджерс упал с поезда «Гидры» и стал убийцей с промытыми мозгами (вместо Баки Барнса, как это видно в фильмах). Роджерс стал бы «Капитаном Гидрой» и взял бы на себя руководство «Гидрой», а бывший лидер Красный Череп объединил бы силы с Картер, Барнсом и Говардом Старком, чтобы остановить Роджерса. Кроме того, Эндрюс предложила идею для сериала, в котором оригинальные версии Капитана Америки и Пегги Картер сражались вместе с персонажем «Pacific Comics» Ракетчиком (который появился в одноимённом фильме 1991 года режиссёра «Первого мстителя» Джо Джонстона). Файги и Виндербауму понравились эти задумки, но они остановились на аналогичной сюжетной линии Капитана Картера в качестве одной из первых концепций для сериала. Несмотря на то, что Картер появлялась в нескольких фильмах, короткометражке «Marvel One-Shots» «Агент Картер» и телесериале «Агент Картер», в Marvel чувствовали, что они могли сделать больше с этим персонажем.
Брэдли было поручено найти одну точку в «Первом мстителе», которую можно было бы изменить, чтобы Картер приняла сыворотку вместо Роджерса, и остановилась на моменте, когда Абрахам Эрскин просит Картер подождать в смотровой кабинке, пока Роджерс проходит процедуру. В эпизоде Картер решает остаться в комнате. Брэдли объяснила, что это сделало эпизод меньше о Картер, принимающей сыворотку, и больше о «женщине, которая остаётся в комнате. Что происходит, когда женщина остаётся в комнате? Что ж, мир меняется. Что происходит, когда Пегги Картер показывает свою ценность?» Она чувствовала, что эта идея имеет значение для обстановки эпизода 1940-х годов, а также актуальна для современности, изображая Картер как сильного феминистского персонажа, которая должна бороться за право быть супергероем, несмотря на приём сыворотки. Брэдли была фанаткой Картер до работы над сериалом, включая её выступления в «One-Shots» и телесериале, и решила включить в эпизод персонажа «One-Shot» Джона Флинна. Флинн берёт на себя роль Честера Филлипса, роль которого исполнил Томми Ли Джонс в «Первом мстителе», и выступает в качестве антагониста из-за своей сексистской натуры, которая контрастирует с уважением, которое Филлипс проявил к Картер в фильме.
Виндербаум посчитал, что подход Брэдли был эмоциональным и ориентированным на персонажа:1. Эндрюс описал этот эпизод как «какое-то старое доброе мясистое действие, за которым стоит [актуальное для современности] послание; феминизм, бьющий нацистов по лицу». Звезда Хейли Этвелл была в восхищении от того, как эта версия персонажа продвинулась в роли, чувствуя, что это «ставит точку в утомительном повествовании, в котором она недоиспользуется по сравнению со своими коллегами-мужчинами… Она знаёт себе цену, всегда знала, и здесь она получает возможность реализовать себя». Картер обнаруживает, что ей легко использовать свои новые способности, и делает это гораздо веселее, чем Роджерс в «Первом мстителе». Алонсо призвала Брэдли и Эндрюса «позволить [Картер] веселиться при надирании задниц», а не просто быть серьёзной всё время, демонстрируя то, что Этвелл назвал «наглостью, стилем и талантом». Большая часть эпизода параллельна «Первому мстителю», включая концовку, где Картер исчезает почти на 70 лет, как это сделал Роджерс в фильме. Единственное, что не меняется — это история любви между Картер и Роджерсом, которую Виндербаум описал как «своего рода связь. Независимо от того, как вы поворачиваете реальность, эта любовь истинна». Роджерс становится героем «Крушителем „Гидры“» в эпизоде, чтобы лучше показать их отношения.

### Подбор актёров

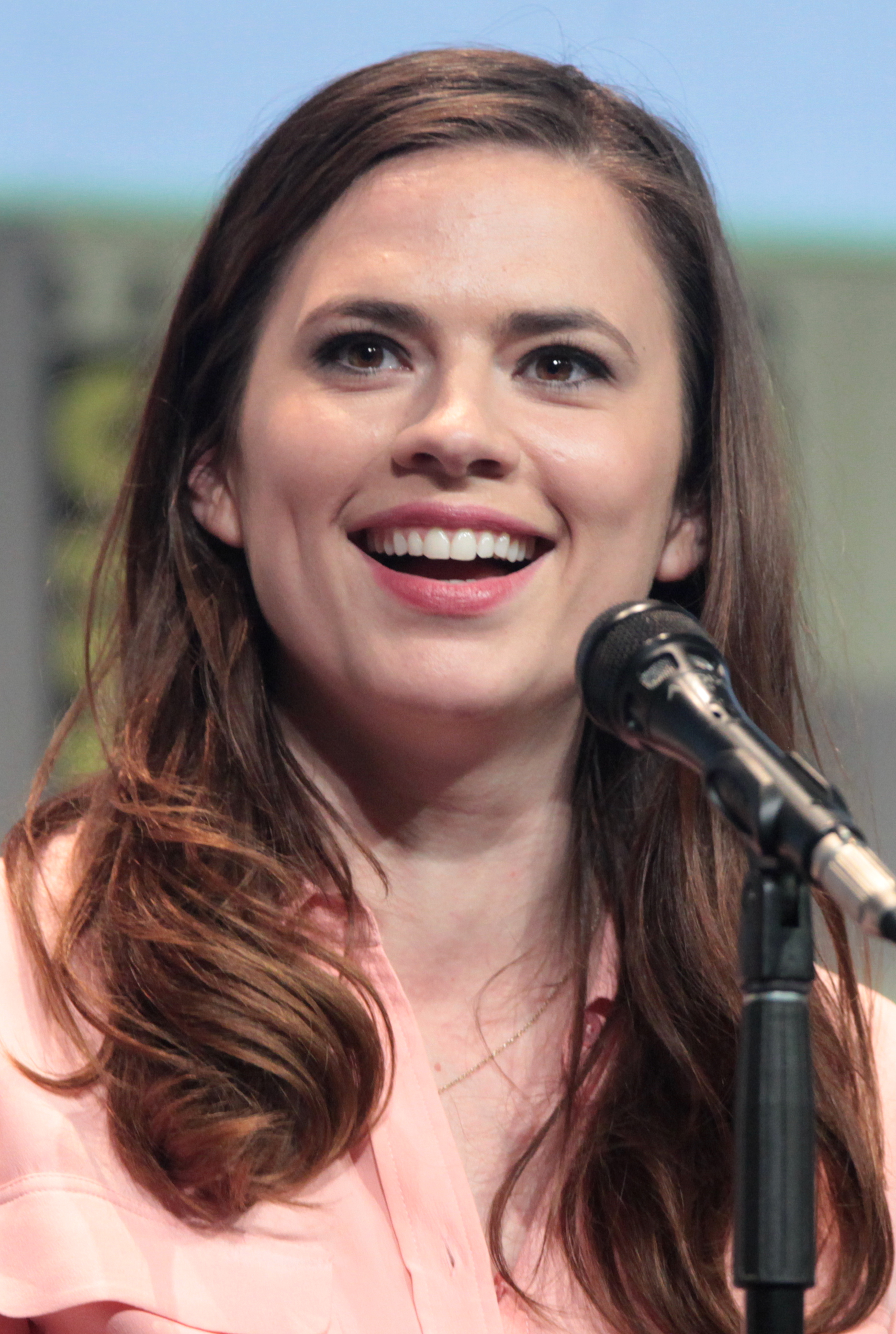
Хейли Этвелл озвучивает Капитана Картер, повторяя свою роль Пегги Картер из прошлых проектов КВМ

Джеффри Райт повествует события эпизода в роли Наблюдателя, причём «Marvel» планирует, чтобы другие персонажи сериала были озвучены актёрами, которые изображали их в фильмах КВМ. В этом эпизоде своих персонажей из «Первого мстителя» озвучивают Хейли Этвелл (Пегги Картер / Капитан Картер), Сэмюэл Л. Джексон (Ник Фьюри), Стэнли Туччи (Абрахам Эрскин), Доминик Купер (Говард Старк), Нил Макдонаф (Дум-Дум Дуган), Себастиан Стэн (Баки Барнс) и Тоби Джонс (Арним Зола). Стэн был удивлён, что у него были забавные реплики в эпизоде, учитывая отсутствие комедии у Барнса в фильмах КВМ. Джереми Реннер вновь исполняет свою роль Клинта Бартона / Соколиного глаза из фильмов КВМ, в то время как Брэдли Уитфорд вернулся в роли полковника Джона Флинна из короткометражки «Marvel One-Shot» «Агент Картер», привнося «придурковатость» в свою роль, по словам А. С. Брэдли. Персонажи «Первого мстителя» Честер Филлипс, Хайнц Крюгер и члены Воющих Коммандос также появляются в эпизоде, хотя без каких-либо реплик.
Крис Эванс не вернулся к своей роли Стива Роджерса из серии фильмов, и Джош Китон озвучил этого персонажа в эпизоде. Режиссёр по кастингу Джош Стэйми выбрал Китона из четырёх или пяти кандидатов, присланных съёмочной группе, причём Брэдли чувствовала, что Китон явно выделялся из них. Эндрюс приписал замену графику Эванса, и он изначально считал, что другой актёр не сможет взять на себя эту роль. Он похвалил эмоциональный настрой Китона, когда он озвучивал Роджерса, отметив, что они не хотели, чтобы он делал прямое подражание Эвансу. Хьюго Уивинг также не вернулся к своей роли Иоганна Шмидта / Красного Черепа из «Первого мстителя», и Росс Маркуанд озвучил персонажа, как он это сделал в фильмах «Мстители: Война бесконечности» (2018) и «Мстители: Финал» (2019). Кроме того, Даррелл Хаммонд и Айзек Робинсон-Смит озвучивают нацистского генерала и Брика соответственно.

### Анимация
Анимацию к эпизоду предоставила студия «Blue Spirit»:4:30:30, причём Стефан Франк выступил в качестве главы анимации. Эндрюс разработал сел-шейдинговый стиль анимации сериала с Райаном Майнердингом, главой отдела визуального развития «Marvel Studios», и он в особенности вдохновлялся киносериалами и старыми военными фильмами 1940-х годов для этого эпизода. Хотя сериал имеет единый художественный стиль, такие элементы, как цветовая палитра, различаются между эпизодами; Майнердинг заявил, что этот эпизод имеет «тёплые, золотистые цвета»:4. Концепт-арт для эпизода включён в финальные титры, и Marvel выпустила его онлайн после премьеры эпизода.
Эндрюс работал художником-раскадровщиком в нескольких фильмах КВМ и адаптировал некоторые из своих неиспользованных поз и движений Капитана Америки для боевых сцен Капитана Картер. Обсуждая наиболее сложные аспекты анимации сериала, Франк сказал, что «высокий экшн» находится на одном конце этого спектра, и привёл в качестве примера боевые сцены Картер в эпизоде, особенно сцену, в которой она атакует несколько самолётов. Это было связано с тем, что движения в стиле анимации сериала были уникальными и должны были быть изучены командой аниматоров во время создания эпизода. Брэдли или Эндрюс предложили, чтобы эпизод закончился межпространственным монстром с щупальцами, так как похожие существа появлялись в сериалах 1940-х годов. Брэдли основала своё описание в сценарии на Абилиске, межпространственном монстре с щупальцами из фильма «Стражи Галактики. Часть 2» (2017), но затем позволила команде аниматоров «просто посходить с ума» во время работы над окончательным дизайном. Эндрюс черпал вдохновение в Мифах Ктулху для этого существа, чувствуя, что «чем больше щупалец, тем лучше». Некоторые комментаторы полагали, что это существо было персонажем Marvel Comics Шума-Горатом, но Майнердинг сказал, что они не адаптировали какого-либо конкретного персонажа комиксов для дизайна.

### Музыка
Композитор Лора Карпман объединила элементы существующих партитур КВМ с оригинальной музыкой для сериала, в частности, ссылаясь на элементы музыки Алана Сильвестри в «Первом мстителе» для этого эпизода. Чтобы представить Капитана Картер, Карпман «перевернула [музыку] с ног на голову», перевернув главную тему Сильвестри для Капитана Америки, чтобы нисходящие ноты появлялись всякий раз, когда поднимались его ноты. Карпман хотела, чтобы музыка в эпизоде звучала так, как будто она была написана для военного фильма 1940-х годов, а не для современной истории о 1940-х годах. «Marvel Music» и «Hollywood Records» выпустили саундтрек к эпизоду в цифровом формате 13 августа 2021 года с музыкой Карпман.
| №                   | Название                 | Длительность |
| ------------------- | ------------------------ | ------------ |
| 1.                  | «Main Title»             | 1:07         |
| 2.                  | «My Favorite Story...??» | 1:39         |
| 3.                  | «A Lighter»              | 1:25         |
| 4.                  | «A New Hero»             | 0:56         |
| 5.                  | «Glorified Battery»      | 1:35         |
| 6.                  | «Attack of the Peggy»    | 2:02         |
| 7.                  | «What to Do»             | 0:45         |
| 8.                  | «You Owe Me a Dance»     | 1:39         |
| 9.                  | «Rescue»                 | 1:04         |
| 10.                 | «Demands to a God»       | 1:22         |
| 11.                 | «You Are My Hero»        | 0:47         |
| 12.                 | «Tragic Fall»            | 2:29         |
| 13.                 | «Captain's Speech»       | 0:39         |
| 14.                 | «Assault to the Castle»  | 2:06         |
| 15.                 | «Growing Tentacles»      | 1:08         |
| 16.                 | «All Day»                | 1:44         |
| 17.                 | «She’s Gone»             | 0:37         |
| 18.                 | «We Won the War»         | 0:38         |
| Общая длительность: | Общая длительность:      | 23:48        |

## Маркетинг
3 августа 2021 года Marvel анонсировала серию постеров, созданных различными художниками для каждого эпизода сериала, и первый постер с изображением Капитана Картер также был представлен в тот день. Его дизайнер — Фрейя Беттс. 12 августа был опубликован дополнительный рекламный постер с изображением Капитана Картер и цитатой из эпизода; художником постера был Мэтт Нидл. После выхода эпизода Marvel объявила о продаже товаров, вдохновлённые этим эпизодом, в рамках еженедельной акции «Marvel Must Haves» для каждого эпизода сериала, включая одежду, аксессуары, Funko Pops, Marvel Legends и наборы «Lego», основанные на Капитане Картер, Крушителе «Гидры» и Наблюдателе.

## Реакция
Сайт-агрегатор рецензий «Rotten Tomatoes» присвоил эпизоду рейтинг 100 % со средним баллом 7/10 из 10 на основе 7 отзывов.
Сэм Барсанти из «The A.V. Club» оценил эпизод на «B+» и сказал, что он соответствует всем его критериям для хорошей сюжетной линии «что, если», похвалив то, как эпизод смог углубить существующие отношения между Картер и Роджерсом, и обнаружил, что боевые сцены имеют «больше визуального щегольства, чем что-либо в любом из приключений в игровом кино КВМ». Он действительно задался вопросом, не «сжульничала» ли Брэдли, скорректировав дополнительные элементы из фильма после начального момента «что, если». Брэдли Рассел из «GamesRadar+» похвалил свежий взгляд эпизода на КВМ и описал его как «верный хит». Он сказал, что стиль анимации был «приобретённым вкусом», и сравнил некоторых второстепенных персонажей со старой графикой видеоигр, но он почувствовал, что главные герои выглядят «великолепно», и сказал, что «настоящая анимация удивительно кинетична и часто выходит за рамки того, что могло быть достигнуто в живом исполнении». Том Йоргенсен из «IGN» поставил эпизоду 6 баллов из 10, наслаждаясь коротким хронометражём и посчитав эпизод хорошим способом «облегчить зрителям доступ» к сериалу, поскольку он не вносит серьёзных изменений в историю фильма. Он выделил боевые сцены, но почувствовал, что стиль анимации не работает так же хорошо для сцен с диалогами.
Кирстен Говард из «Den of Geek» посчитала эпизод забавным, но «пробег аудитории может варьироваться» в зависимости от их существующей оценки Картер. Она сказала, что было «приятно» видеть бои Картер в эпизоде, когда анимация в боевых сценах достигала того, чего не могли достичь в игровом кино, но Ховард не сильно любила стиль анимации, и она хотела, чтобы сериал использовал разные стили для разных эпизодов, как это было в сериале «Любовь, смерть и роботы». Она также чувствовала, что история этого эпизода была излишней для тех, кто видел фильмы. Энджи Хан из «The Hollywood Reporter» считает, что этот эпизод был «прекрасной идеей, которая превратилась в тёплый перезапуск „Первого мстителя“, приправленный расплывчатыми темами о расширении прав и возможностей женщин». Чарльз Пуллиам-Мур из «io9» описал эпизод как «попадающий в знакомые ритмы истории о Сильном женском персонаже, который поднимается, чтобы победить сексизм, одновременно спасая положение», и почувствовал, что степень сексизма Флинна в эпизоде была комичной. Он действительно думал, что история эпизода позволила выделить лучшие черты личности Картер, но пришёл к выводу, что он хотел бы, чтобы сериал был более смелым в будущих эпизодах, а не просто пересказывал фильм с небольшими отличиями. Алан Сепинуолл из «Rolling Stone» сказал, что этот эпизод был «аномалией» по сравнению с другими эпизодами сериала, потому что изменение того, чтобы Картер приняла сыворотку, не сильно изменило общую историю фильма, но он чувствовал, что это сработало, потому что Картер является привлекательным персонажем, и аниматоры смогли «отлично поработать» с боевыми сценами.
Рассел сказал, что Райт привнёс весомость в повествование эпизода, но у него были смешанные мысли о вернувшихся актёрах КВМ; он чувствовал, что некоторые смогли улучшить «и без того увлекательный сценарий», такие как Этвелл, но другие дали усталые выступления на одной ноте. Барсанти также похвалил Этвелл и дополнительно выделил Уитфорда, но почувствовал, что остальная часть актёрского состава была «в основном нормальная», в то время как Пуллиам-Мур чувствовал, что выступление Этвелл звучало наиболее комфортно по сравнению с актёрами второго плана, такими как Стэн. Йоргенсен назвал выступление Этвелл «восторженным», похвалил Райта, сравнив его с Родом Серлингом, и считал, что изображение Китоном Роджерса было «полностью согласованным» с версией Эванса из фильмов.

## Комментарии
1. ↑  События фильма «Первый мститель» (2011).
2. ↑  Выбор Пегги Картер — момент, когда события эпизода расходятся с событиями фильма «Первый мститель» (2011), создавая новую альтернативную вселенную.
3. ↑  Если бы он выполнил свою задачу и ни Стив и не Пегги, не приняли сыворотку суперсолдата, то Гидра победила в войне и захватила мир(одно из доказательств - гора Рашмор с лицом Иоганна Шмидта), где эта ещё одна вселенная в качестве камео показана в другом эпизоде второго сезона мультсериала «Что, если…?».
4. ↑  Начало изменившихся событий фильма «Мстители» (2012).